# 宁基丕
宁基丕（？—？），直隶阜城（河北阜城）人，是一名清朝政治人物。拔贡出身。
宁基丕曾于1739年接替陈陛诚任华亭县知县一职，1741年由邹玉章接任。